# Varpas
Varpas (en español La Campana) fue un periódico escrito en lengua lituana publicado desde 1889 hasta 1905. A pesar de la prohibición del Régimen Zarista de publicar en Lituano, fue impreso en Tilsit (actual Sovetsk) y Ragnit (actual Neman) y distribuido en la Lituania ocupada por el Imperio ruso por los knygnešiai, contrabandistas de libros.
Fue fundado por el escritor y poeta Vincas Kudirka. Uno de sus poemas publicados en Varpas se convirtió en el himno nacional Lituano (Tautiška giesmė).
- Datos: Q2992104